# Numer kierowania alarmowego
Numer kierowania alarmowego - NKA –  element numeracji telefonicznej służący realizacji wywołań do numerów alarmowych służb ustawowo powołanych do niesienia pomocy i numeru alarmowego 112, stosowany w systemie sygnalizacji nr 7.
Format numeru kierowania alarmowego jest następujący:
NKA = WSNd (2 cyfry) + "C hex" + IDL (3 cyfry) + XYZ (3 cyfry)
gdzie:
- WSNd (Wskaźnik strefy numeracyjnej docelowej) - oznacza strefę numeracyjną, w jakiej znajduje się służba ustawowo powołana do niesienia pomocy, do której kierowane jest wywołanie
- "C hex" - cyfra C zapisana szesnastkowo
- IDL (Identyfikator Docelowej Lokalizacji) - wskazuje służbę ustawowo powołaną do niesienia pomocy występującą w danej lokalizacji w danej strefie numeracyjnej
- XYZ - oznacza numer AUS (3 cyfry) służby ustawowo powołanej do niesienia pomocy i numer alarmowy 112.

Numery rutingowe są ustalane przez Prezesa UKE publikowane w tablicach kierowania alarmowego na stronie internetowej UKE.